# 키무라 카에레
키무라 카에레는 일본의 만화 및 애니메이션 《안녕, 절망선생》의 등장 인물이다. 이름은 일본의 가수인 키무라 카에레(木村カエラ)와 "帰れ 카에레[*]"에서 따온 걸로 추측된다.

## 외관
- 캐주얼한 사복을 즐긴다. 주로 치마가 짧은 옷을 입는다.
- 금발의 곱슬머리.
- 2학년 헤반에서 가장 키가 크다.
- 가슴크기는 본편 다른 등장 인물들과 비교해 큰 편. 그리고 점점 커지고 있다.
- 눈썹은 연하지만, 성냥개비 3개가 올라가는 듯 하다.
- 처음엔 짙은 갈색의 눈이였지만, 애니메이션화 이후로는 벽안으로 바뀌였다.

## 성격
- 자기주장이 강하며, 진보적이고 서구적인 성격이다.
- 단호하나, 다정한 면도 있는듯 하다.
- 이중인격의 소유자
  - 키무라 카에데

일본의 사회문화에 맞추기위해 정체성이 혼란된 카에레가 만들어낸 조신한 일본 여성의 성격. 이토시키 노조무를 좋아한다.
- - 키무라 카에로

강한 공격성을 띄고있는 보스니아 출신의 성격.
- - 키무라 카에루나

남녀평등을 주장하는 프랑스 출신의 성격.
- - 키무라 카에바나
  - 키무라 카에루베시
  - 키무라 카에리나
  - 키무라 카에보보
  - 키무라 카에렛타

## 특징
일본 도쿄 코이시카와 구에 소재한 고등학교의 2학년 헤(4)반에 재학 중이다. 출석번호는 21번. 성적은 중하위권. 피해를 입으면 고소한다. 팬티가 자주 보여지는 캐릭터. 외국에서 살다가 유학온 귀국 자녀이다. 심한 충격을 받거나 돌아가(かえれ)라는 말을 들으면 제 2의 인격인 카에데가 등장한다.

### 가정
주소는 위에 언급한 코이시카와 구로 되어있다. 가족관계는 알려진것이 없으며, 해외 출신(일본 기준)이다.

## 특기
고소. 또한 외국어도 사용할 수 있으나, 영어실력은 떨어지는 것 같다. 애니메이션에서는 격투기도 사용했었다.

## 그 외
- 일본 문화에 익숙하지 않는 문화권 출신인 것 같다.
  - 일본 문화를 비판한다.
- 키무라 카에데로 인격이 바뀌면, 이토시키 노조무를 좋아하게 된다.
- 매 회 어딘가에는 반드시 팬티를 노출당한 카에레가 숨어있다.
- 물고기는 싫어한다. 하지만 캇파는 좋아하는 것 같다.